# ロシア独立民主党
ロシア独立民主党（ロシア語: Независимая демократическая партия России）は、ロシアの政党。ソ連の元最高指導者ミハイル・ゴルバチョフと、ロシア下院の議員で公正ロシアのアレクサンドル・レベデフによって新党結成が計画され、2008年9月に発表された。新党結成にあたっては、ゴルバチョフが党首を務める社会民主同盟を基盤に、レベデフの主張によって旧右派勢力同盟のメンバーも加えることとなった。また、党の将来像に関してゴルバチョフ、レベデフの両者は「過激主義者」を党に加えないことで合意している。
また、レベデフは、新党が法制、経済改革のみならず（政府の支配、統制を受けない）独立系メディアの成長と「より統制色の少ない国家資本主義」、司法制度改革と議会の権限強化を公約することを主張した。
2009年3月、レベデフは、第22回冬季オリンピックが予定されているソチ市長選挙への立候補を表明した。また、同時期にウラジーミル・ルイシコフが独立民主党への参加を表明し、執行部入りした。
2009年夏、法改正により、政党登録の条件がより厳しくなったため独立民主党の登録は遅れることとなった。2009年9月、独立民主党は結成党大会を開催することを表明した。
2025年現在、国会にて議席を保有していない。